# Розточанський національний парк

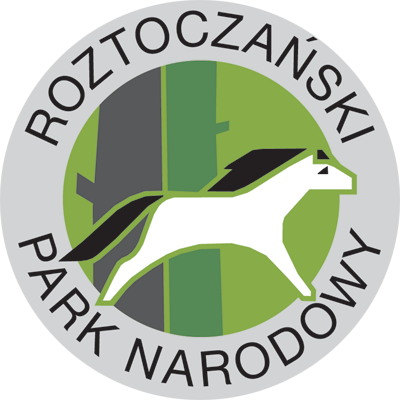
Логотип парку

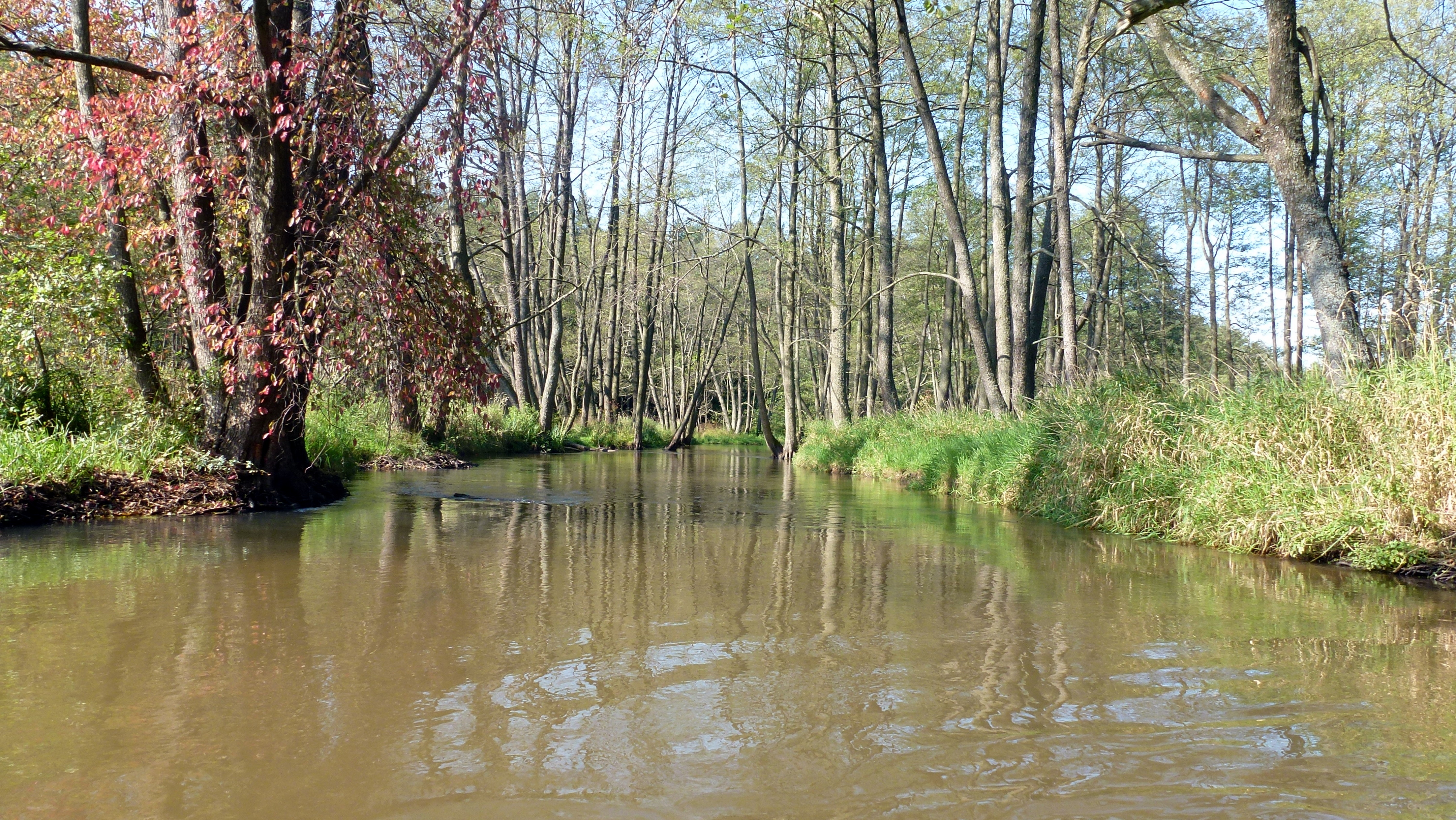

Розточанський (пол. Roztoczański Park Narodowy) — національний парк на південному сході Польщі, в Люблінському воєводстві. Штаб-квартира парку розташовується в місті Звежинець.
Парк було засновано в 1974 році з початковою площею 48,01 км². Пізніше територію було розширено до 84,83 км², з яких 81,02 км² займають ліси; особливо охоронювані землі становлять 8,06 км² (10,1 %).
Ссавці парку включають благородного оленя, європейську козулю, кабана, звичайну лисицю, вовка, борсука та ін. У 1982 році до парку були переселені коники (польські поні). Крім того, тут мешкає 190 видів птахів. Рептилії представлені ящірками, звичайною гадюкою, звичайним вужем і європейською болотною черепахою. У парку водиться понад 2000 видів комах.

## Ресурси Інтернету
- Офіційний сайт парку [Архівовано 20 лютого 2015 у Wayback Machine.]

## Виноски
1. ↑  Roztoczański Park Narodowy. Архів оригіналу за 11 травня 2014. Процитовано 17 травня 2014.